# Peter Pilegaard
Peter Pilegaard (født 31. oktober 1972 i København) er en dansk skuespiller og forfatter. Peter Pilegaard blev uddannet fra Skuespillerskolen ved Odense Teater i 2000 og har siden arbejdet som skuespiller og sanger på mange af landets teaterscener som Grønnegårds Teatret, Folketeatret, Det Ny Teater, Odense Teater, Århus Teater m.fl. 
Han blev i 2005 tildelt Reumerts Talentpris og har som skuespiller været givet International Residency på Shakespeare's Globe Theatre i London. I 2012 medvirkede han i The Globe´s internationale teaterproduktion Sonnet Sunday. 
Peter Pilegaard er bachelor i Retorik og Journalistik fra Københavns Universitet. Som freelancejournalist skriver han sports- og kulturjournalistik for bl.a. Politiken og har figureret som moderator ved brancherelaterede kulturevents på efteruddannelsen hos Den Danske Scenekunstskole i København.
I 2018 debuterede Peter Pilegaard som forfatter med biografien GRUS - Michael Mortensen, en fortælling om den tidligere tennisstjernes liv og karriere. Bogen, der udkom på forlaget People´s Press, blev i 2019 kåret til Årets Sportsbog af Foreningen Danske Sportsjournalister. 

## Filmografi

### Film
- De unge år: Erik Nietzsche sagaen del 1 (2007)
- Anja og Viktor - i medgang og modgang (2007)
- Det hvide guld (2009)
- Den som dræber (2012)

### Tv-serie
- Riget (1993)
- Ørnen (2004)
- Forbrydelsen (2007)
- Grænseland (2020)

### Dubbing
- Kung Fu Panda
- Asterix
- Harry Potter
- Smølferne

## Forfatterskab
- GRUS - Michael Mortensen, People´s Press 2018
- JAGTEN på en sport, Lamberths Forlag 2021

## Lydbøger
- MIG, Elton John
- Drengene fra Nickel, Colson Whitehead
- Drengen fra Napoli, Viola Ardone
- Jæger, Walther Rebernik